# Makruló
Makruló (En griego: Μακρουλό) es uno de los cuatro islotes cercanos a Kufonisi. Está al sur del cabo Gudero en la costa sur de Creta, en el Mar de Libia. Es parte de la unidad periférica de Lasithi.
- Datos: Q6740094